# Nigâr Hanım

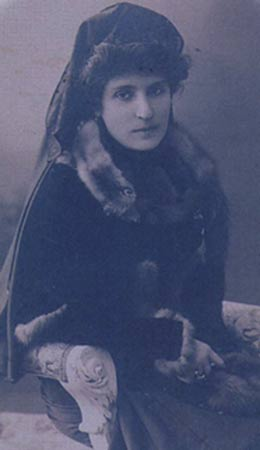
Nigâr Hanım

Nigâr Hanım (osmanisch نگار خانم, 1856 in Istanbul – 1. April 1918 ebendort) war eine türkische Dichterin. Sie gilt als eine der ersten weiblichen Dichterinnen der türkischen Literatur. Ihre Werke und ihr soziales Engagement machen sie zu einer Vorreiterin in einer Zeit, in der Frauen selten unter ihrem echten Namen schreiben durften.

## Leben
Als Tochter des Osman Paşa wuchs Nigâr in einem kulturell reichen Umfeld auf, lernte mehrere Sprachen und wurde früh verheiratet. Diese Ehe, geprägt von Konflikten und Trennungen, beeinflusste auch ihre literarischen Arbeiten. Ihr schriftstellerisches Talent zeigte sich bereits im Jugendalter, gefördert durch Ahmed Midhat Efendi. Ihr erster Gedichtband Efsûs machte sie 1887 bekannt. Sie engagierte sich für Frauenrechte und wurde international anerkannt.

## Wirken
Nigâr Hanıms Werke umfassen Gedichte, Erzählungen und Übersetzungen, die nicht nur ihre persönlichen Erfahrungen reflektieren, sondern auch einen Einblick in die gesellschaftlichen Veränderungen ihrer Zeit geben. Nigâr Hanım wird als Brücke zwischen den literarischen Strömungen ihrer Zeit betrachtet und hinterließ ein umfangreiches Tagebuchwerk, das wertvolle Einblicke in das osmanische Leben am Ende des 19. und Anfang des 20. Jahrhunderts bietet.
Ihre Dienstagsgesellschaften in Şişli waren ein Zentrum des kulturellen Austauschs. Sie öffnete dafür ihr Zuhause im vornehmen Stadtteil Nişantaşı in Istanbul für Zusammenkünfte mit den Denkern der Stadt, wobei sie explizit auch Frauen willkommen hieß, darunter Melek Celâl. Sie etablierte sich als einflussreiches Vorbild für Frauen während der nach 1839 einsetzenden Tanzimat-Reformära, einer Zeit, in der Sultan Abdülmecid II. weitreichende Reformen im Staat und in der Gesellschaft nach westlichem Vorbild vorantrieb. Nigâr Hanım zeichnete sich als die erste Frau im Osmanischen Reich aus, die eine Sammlung von Gedichten veröffentlichte, welche die moderne westliche Dichtkunst mit einer femininen Perspektive vereinte.